# Барр, Уильям
Уильям Пелхэм Барр (англ. William Pelham Barr; род. 23 мая 1950, Нью-Йорк) — американский политический деятель, Генеральный прокурор США с 14 февраля 2019 года до 23 декабря 2020 года, член Республиканской партии.

## Биография
Родился в Нью-Йорке в семье преподавателей Колумбийского университета, вырос в Верхнем Вест-Сайде. Получил степень бакалавра искусств по государственному управлению (1971) и магистра искусств по госуправлению и синологии (1973) в Колумбийском университете. В 1977 году Барр окончил школу права при Университете Джорджа Вашингтона.
С 1973 по 1977 год Барр работал на Центральное разведывательное управление. С 1977 по 1978 год был помощником Малколма Уилки, судьи Апелляционного суда США по округу Колумбия. С 3 мая 1982 по 5 сентября 1983 года работал в исполнительном офисе президента Рональда Рейгана.
Занимал должность помощника Генерального прокурора США с 1990 до 1991, и Генерального прокурора США с 1991 по 1993 год в администрации президента Джорджа Буша-старшего.
В декабре 2018 года президент США Дональд Трамп заявил, что Барр снова номинирован на должность генерального прокурора США. 14 февраля 2019 года Сенат проголосовал за утверждение Уильяма Барра в должности генерального прокурора США.
15 декабря 2020 года президент США Дональд Трамп сообщил о том, что генеральный прокурор США Барр покидает свой пост по собственному желанию 23 декабря 2020 года.